# Cuoiopelli Cappiano Romaiano
Cuoiopelli Cappiano Romaiano is een Italiaanse voetbalclub uit Santa Croce sull'Arno die speelt in de Serie C2/B. De club werd opgericht in 2003 na de fusie tussen Cappiano Romaiano en Cuoio Pelli. De clubkleuren zijn wit, rood en blauw.